# Katerinopoulosita
La katerinopoulosita és un mineral de la classe dels sulfats que pertany al grup de la picromerita. Rep el nom en honor d'Athanasios Katerinopoulos, professor de mineralogia al departament de geologia de la Universitat d'Atenes, en reconeixement de les seves àmplies contribucions al coneixement de la mineralogia dels jaciments de Lavrion.

## Característiques
La katerinopoulosita és un sulfat de fórmula química (NH₄)₂Zn(SO₄)₂(H₂O)₆. Va ser aprovada com a espècie vàlida per l'Associació Mineralògica Internacional l'any 2017, sent publicada per primera vegada el 2018. Cristal·litza en el sistema monoclínic. La seva duresa a l'escala de Mohs és 2,5. És l'anàleg de zinc de la of boussingaultita, de la mohrita i de la niquelboussingaultita, amb les quals és també isostructural.
L'exemplar que va servir per a determinar l'espècie, el que es coneix com a material tipus, es troba conservat a les col·leccions del Museu Mineralògic Fersmann, de l'Acadèmia de Ciències de Rússia, a Moscú (Rússia), amb el número de registre: 5014/1.

## Formació i jaciments
Va ser descoberta a la mina Esperanza, situada al districte miner de Lavrion, a Lavreotiki (Àtica, Grècia). Es tracta de l'únic indret de tot el planeta on ha estat descrita aquesta espècie mineral.